# أولاف تورنبول
أولاف تورنبول هو سياسي كندي، ولد في 30 ديسمبر 1917، وتوفي في 15 مارس 2004. انتخب عضو المجلس التشريعي من ساسكاتشوان.